# روودنیتسه
روودنیتسه (به لاتین: Roudnice) یک منطقهٔ مسکونی در جمهوری چک است که در ناحیه هرادتس کرالووه واقع شده‌است. روودنیتسه ۶۲۹ نفر جمعیت دارد.